# Parti libertarien (Belgique)
Pour les articles homonymes, voir Parti libertarien.
Le Parti libertarien (P-Lib) est un ancien parti politique belge, implanté en Région wallonne et en Région bruxelloise, en Communauté française et en Communauté germanophone.

## Histoire

### Création du parti
Le congrès fondateur du Parti libertarien s'est tenu le 11 novembre 2012 à Namur. Il a réuni une cinquantaine de membres autour de l'équipe dirigeante.
Le Parti libertarien refuse début 2013 l'offre d'alliance avec le parti La Droite, puis celle avec l'Union des Libéraux (UdL).

### Élections de mai 2014
Le Parti libertarien annonce début 2014 qu'il souhaite présenter des listes pour les élections fédérales et régionales du 25 mai 2014,.
Après avoir obtenu les signatures requises, le parti lance sa campagne électorale. Les têtes des listes sont Patrick Smets au fédéral (circonscription de Bruxelles), Christophe Goossens en Région bruxelloise et Pascale Baudimont en Communauté germanophone,.
À l'occasion de ce scrutin, il enregistre le ralliement de son premier élu, Karl Heinz Behrens, jusque-là conseiller communal indépendant à Saint Vith, qui est candidat en seconde position sur la liste Baudimont.
Pour son premier scrutin, le Parti libertarien a obtenu 0,11 % en Région Bruxelles-Capitale , au fédéral 0,15 %  et 1,15 % en Communauté germanophone.

### Actions
Le 22 janvier 2015, le parti lance une requête en annulation de la loi de répression du sexisme au nom de la défense de la liberté d'expression,.
Le 6 mars 2015, le Parti libertarien belge fait partie des 12 membres fondateurs de l'International Alliance of Libertarian Parties (IALP).

### Dissolution
Faute de dynamisme, le Parti libertarien cesse ses activités le 11 mars 2023.

## Programme

### Contenu du programme
Le Parti libertarien défend un rôle de l'État réduit au minimum.
Son programme s'inspire de l'article 2 de la Déclaration des droits de l'homme et du citoyen de 1789 : « Le but de toute association politique est la conservation des droits naturels et imprescriptibles de l'Homme. Ces droits sont la liberté, la propriété, la sûreté, et la résistance à l'oppression. » Il comporte 200 propositions qui concernent la défense des droits naturels, la liberté, la propriété, la sûreté ou la résistance à l'oppression.
Les dix engagements du Parti libertarien sont les suivants :
- restaurer la neutralité militaire de la Belgique ;
- recentrer l'État sur ses fonctions régaliennes ;
- supprimer tout impôt, taxe et accise autre que la TVA ;
- rétablir le respect absolu des libertés individuelles, civiles et économiques ;
- abolir tous les « privilèges légaux » ;
- favoriser les initiatives privées dans la lutte contre la pauvreté ;
- garantir la liberté de circulation des biens et des personnes ;
- mettre fin à la prohibition des drogues ;
- libérer et mettre en concurrence les monnaies ;
- annuler la dette publique belge[20].

### Classification sur l'échiquier politique
Dans un article publié par La Libre Belgique le Parti libertarien est désigné comme faisant partie des « petites formations radicales, situées à la droite du MR ». Dans ce même article, Manuel Abramowicz affirme que le Parti libertarien est « à la droite de la droite mais dans la doctrine ultralibérale. Partisan de la liberté en tout et à tout prix, le Parti libertarien défend un libéralisme radical en matière économique (suppression des impôts, sauf la TVA), est en faveur de la dépénalisation des drogues et défend la liberté religieuse inconditionnelle. Mais aussi la liberté d’immigration ! Ses positions sont diamétralement opposées à l’extrême droite. ».
Le lendemain, La Libre Belgique publie un correctif sur la présentation faite du parti, qui indique son refus d’être positionné sur un axe gauche-droite : « Nous ne sommes pas à « la droite de la droite » et, à vrai dire, nous ne sommes même pas à droite, considérant que choisir entre la droite et la gauche revient à choisir les libertés à abandonner » Et d’ajouter : « Défendant la liberté et les droits de tous les individus, nous ne partageons en rien les positions de certains des partis cités en matière d’immigration ou de liberté religieuse, bien au contraire, ces partis se trouvent être nos premiers adversaires sur ces terrains » Pour se classer sur l'échiquier politique, le Parti libertarien considère qu'il est positionné à « la pointe supérieure » du diagramme de Nolan.
D'après Corentin de Salle, le Parti libertarien est « proche d'une certaine manière » du « vrai libéralisme ». La Dernière Heure/Les Sports décrit le parti comme « à cheval entre le libéralisme classique et l’anarchisme ».

### Dans les médias
- Chypre : les leçons d'un hold-up géant, carte blanche de Patrick Smets, RTBF (22 mars 2013).
- Le Parti libertarien, toutes libertés admises, Le Peuple (8 décembre 2013).
- L'Écho, Le capitalisme de "connivence" à l'origine de la crise (8 février 2014)
- (de) Télévision germanophone BRF (21 mars 2014), suivi d'un autre relatif à une éventuelle participation aux prochaines élections (26 mars 2014).
- (de) BRF - entrée en campagne du Parti libertarien en Communauté germanophone à partir de 7:28 (31 mars 2014).
- (de) Grenz-Echo, „Parti libertarien“ will auch in der DG antreten (3 avril 2014), Peter Schuller: „Viel Angst und Obrigkeitshörigkeit zu spüren“ (4 avril 2014), „Leben und leben lassen“ (4 avril 2014).
- Talk Élections RTL-TVI (8 avril 2014) et article sur le site de RTL (8 avril 2014).
- (de) BRF (25 avril 2014).
- La liberté est la première de nos sécurités !  (01 avril 2020)